# 津田友子
津田 友子（つだ ともこ、1975年9月4日 - ）は日本の陶芸家。京都府京都市生まれ。

## 人物
OLをしていた21歳のときに、もの作りに魅せられ陶芸の世界へ入る。楽焼の茶道具を中心に日用食器も制作。東京・大阪・京都の百貨店、ギャラリーで個展を開催している。
- 1997年 楽入窯勤務 楽焼窯元、楽入の三代目吉村楽入氏に世話になり3年後に京都府立陶工高等技術専門校を受験
- 2001年 京都府立陶工高等技術専門校 成形科 修了
- 2002年 京都市立工業試験場 陶磁器コース本科 修了
- 2004年 独立

## 個展
- 三越/東京日本橋
- 阪急百貨店/大阪
- 近鉄百貨店/阿倍野
- 高島屋/京都
- 三越/銀座
- 三越伊勢丹/大阪
- 伊勢丹/新宿
- 阪神百貨店/大阪
- 白白庵（ニュートロン）/東京
- 西武百貨店/渋谷
- アートサロン山木/大阪
- 韓・日陶芸交流展（韓国/慶尚北道）
- 第1回ikeyan☆巡回展
- 天祭108参加

## TV出演
- スカパー照英にっぽん一人旅
- ニュースワイド京都「京アート魂」
- 関西テレビ「アシタノカタチ」2011
- 京都府ハローワーク「はたら校」
- 毎日放送「京都知新」2019.4.21放送

## 主な常設場所
- 白白庵(東京/南青山)
- ホテルグランヴィア京都（最上階廊下）